# Nicolas de Son
Nicolas de Son est un dessinateur et graveur français du XVIIe siècle originaire de Reims. Son œuvre débute en 1625 et il a réalisé beaucoup de dessins et d'estampes dans les années qui suivirent. Sa vie reste inconnue mais ses œuvres indiquent qu'il a soit été l'élève soit le suiveur de Jacques Callot. Il est parfois connu sous le nom de Maître Derson ou Deson, signant N. DeSon Rem fecit.

## Œuvre et analyse stylistique
Le musée des Beaux-Arts de Nancy, le British Museum et le Rijksmuseum conservent de nombreux exemples de ses gravures. Nicolas de Son a gravé des sujets bibliques, religieux, historiques et des paysages de fantaisie. Il a également interprété par la gravure des tableaux de Claude Vignon et Johann Liss. 

### Sujets religieux
Les gravures de Nicolas de Son à sujet religieux s'inscrivent dans un contexte d'émulation artistique encouragé par le développement de la gravure.
Dans sa Fuite en Égypte par exemple, Nicolas de Son conjugue la représentation de sujets bibliques avec sa prédilection pour l'invention de paysages pittoresques. Il invoque en effet le modèle établi par Annibale Carracci de la fuite en Egypte de la sainte Famille dans un large paysage arcadien. Le peintre italien fixe de fait une composition qui fera école, en tant que paysage italianisant, bien qu’elle s’inscrive dans la continuité des primitifs flamands à l’instar de Pieter Brueghel l’Ancien.  Au XVIIe siècle, la fuite en Égypte est un motif pictural en vogue et souvent illustré par la gravure, en témoigne l’estampe sur le même sujet du Lorrain, contemporain de Nicolas de Son. Dans les deux cas, la fuite en Égypte devient un prétexte à la représentation d’un paysage pittoresque et imaginaire, où la sainte Famille apparaît comme un détail anecdotique. Le traitement par l’estampe à l’eau-forte permet des jeux de contraste entre le noir et le blanc qui créent une illusion de profondeur grâce à la perspective atmosphérique et des effets de texture entre le feuillage des arbres, les éléments minéraux (roche ou bâtiments) et le ciel.

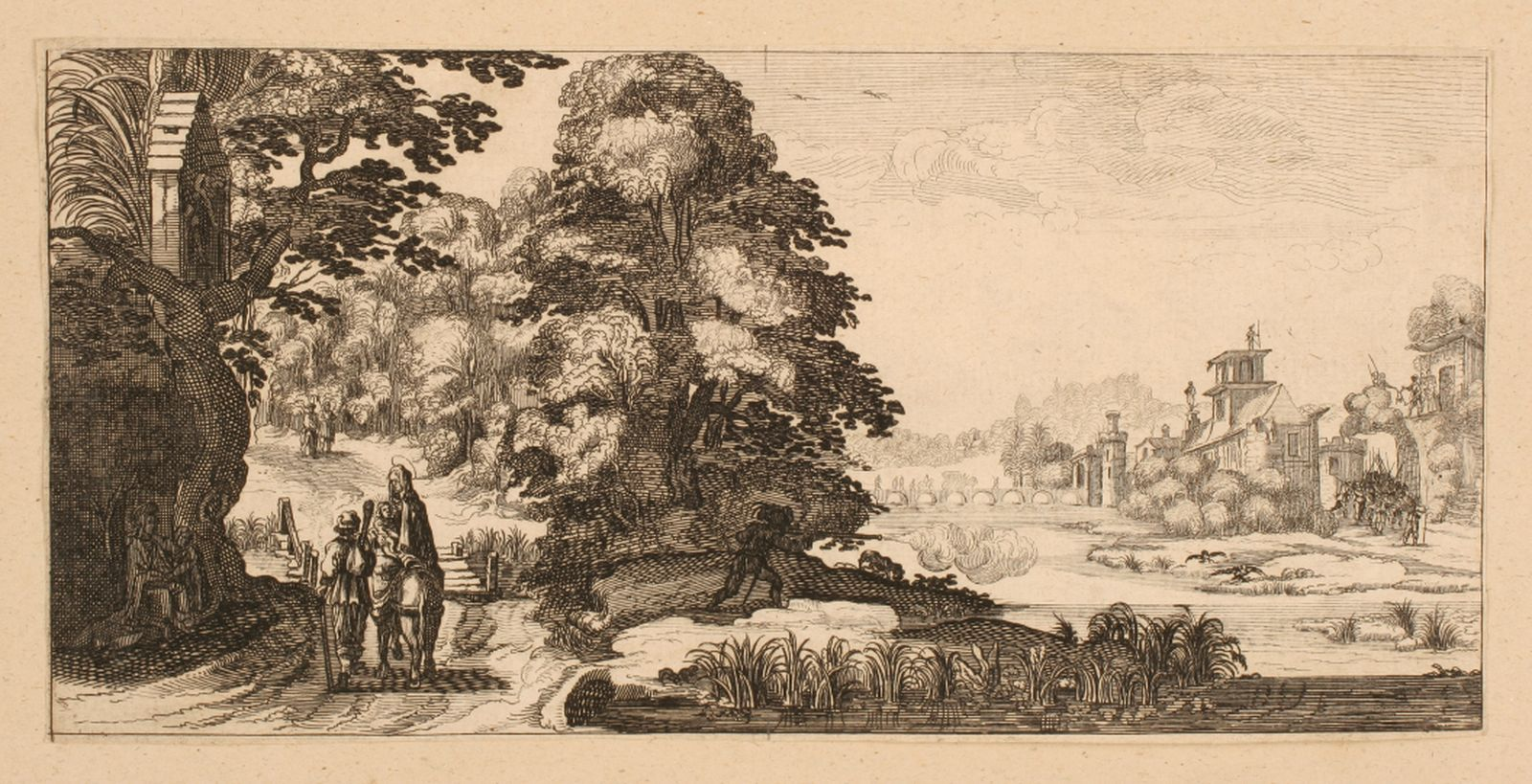
Paysage avec la Fuite en Egypte, d'après Nicolas de Son, 1625-1637, estampe à l'eau-forte et au burin, 1/1, Musée des Beaux-Arts de Nancy, Inv. TH.99.15.1138
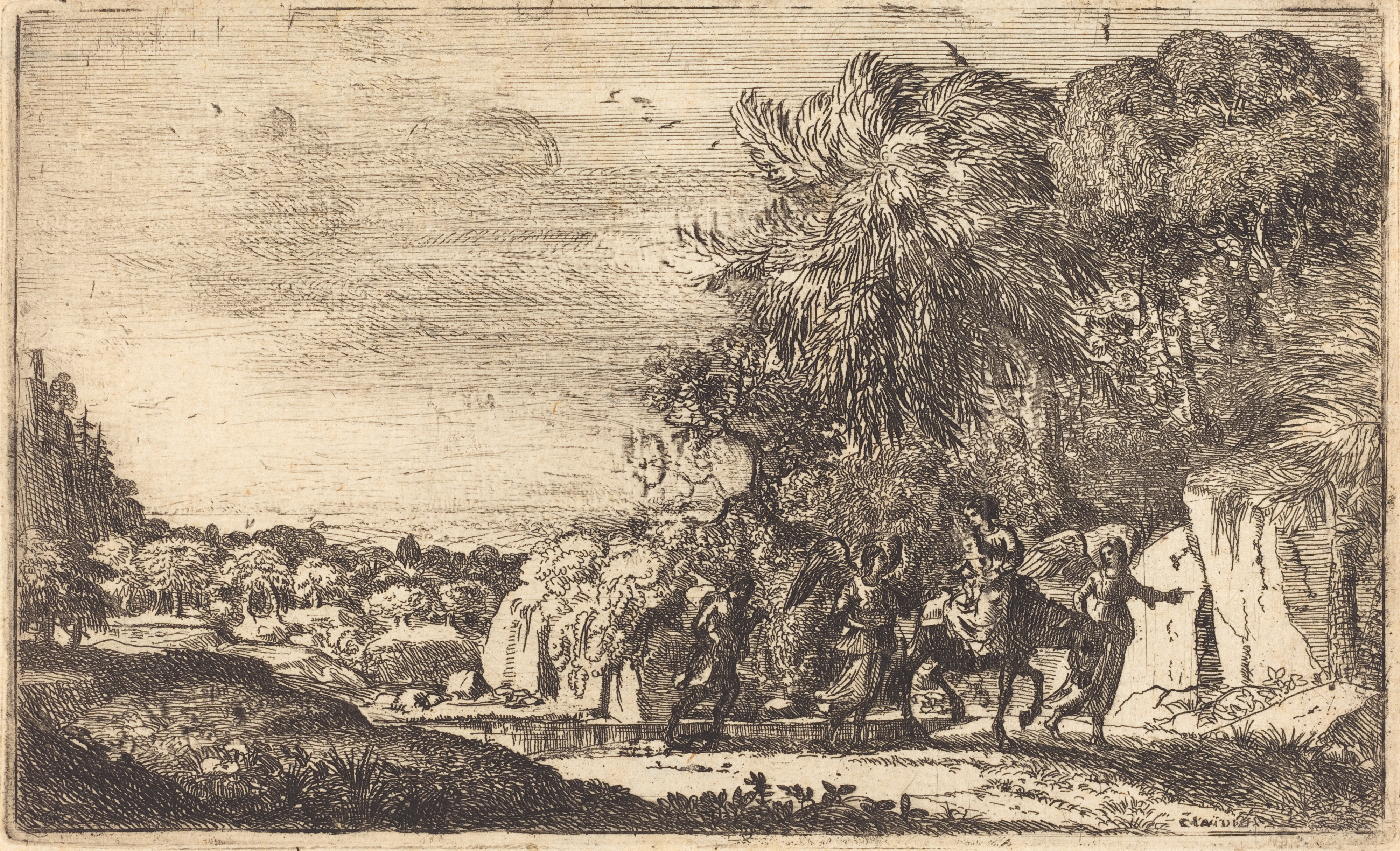
The Flight into Egypt (La fuite en Egypte), Claude Gellée dit le Lorrain, estampe à l'eau-forte, c. 1630-1633, NGA 52910

De la même manière, sa Suzanne et les vieillards entre en émulation avec les nombreuses représentations de ce sujet vétérotestamentaire développé au XVIe siècle et plébiscité par les peintres et graveurs de toute l’Europe du XVIIe siècle. Tout en s’inscrivant dans la tradition iconographique de ce motif pictural, Nicolas de Son innove par l’invention d’un cadre architectural italianisant qui invoque plutôt les représentations de Bethsabée au bain des écoles de peinture flamande et germanique du XVIe siècle et italienne du XVIIe siècle.

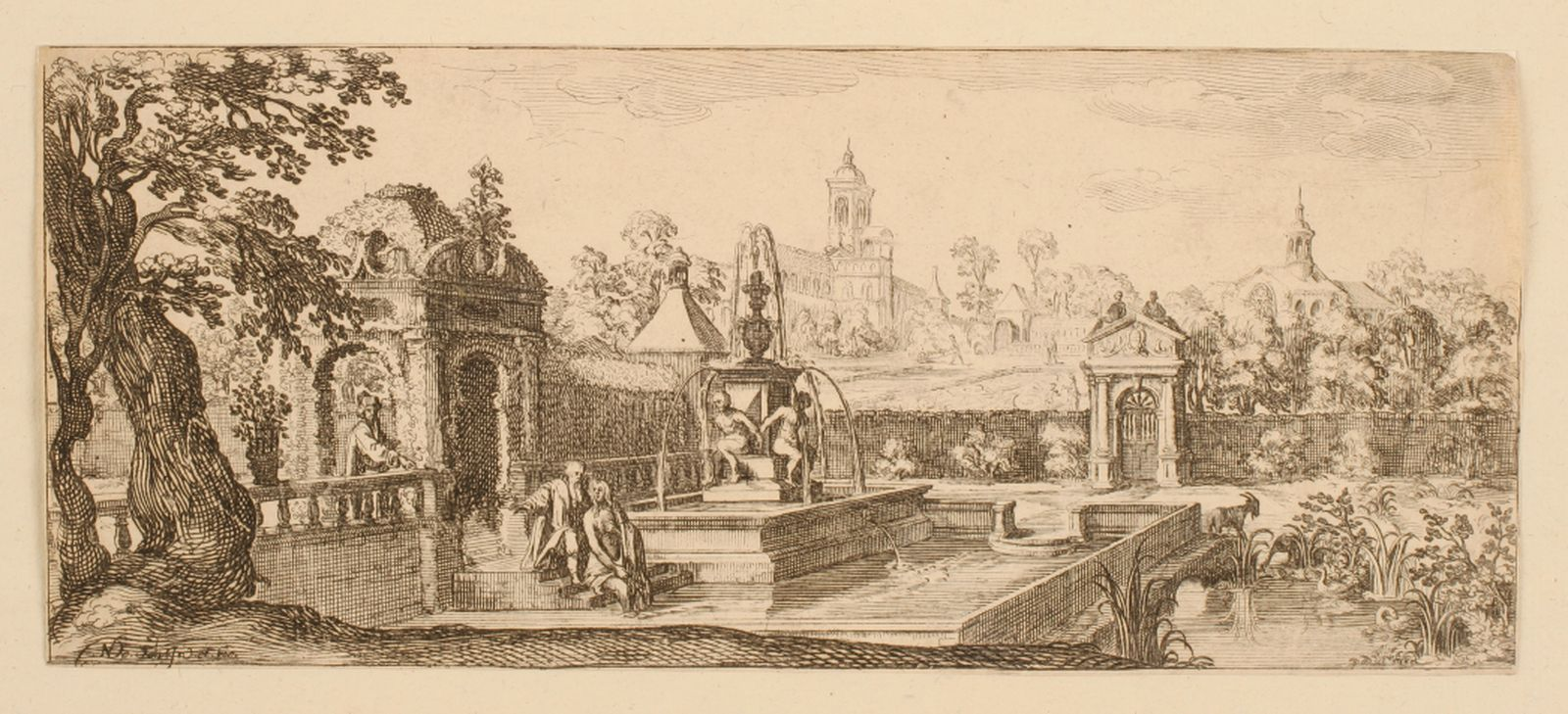
Suzanne et les Vieillards, Nicolas de Son, 1625-1637, estampe à l'eau-forte, Musée des Beaux-Arts de Nancy,Inv. TH.99.15.1136

Au regard des précédentes illustrations de sujets bibliques, il semblerait également que, dans sa représentation de Saint François d’Assise adorant la Vierge et l’Enfant, Nicolas de Son opère une synthèse stylistique entre les écoles du Nord et italienne. Sa composition rappelle celles des saintes conversations des peintres vénitiens du XVIe siècle de même que le fond évoque les paysages peints par les primitifs flamands.

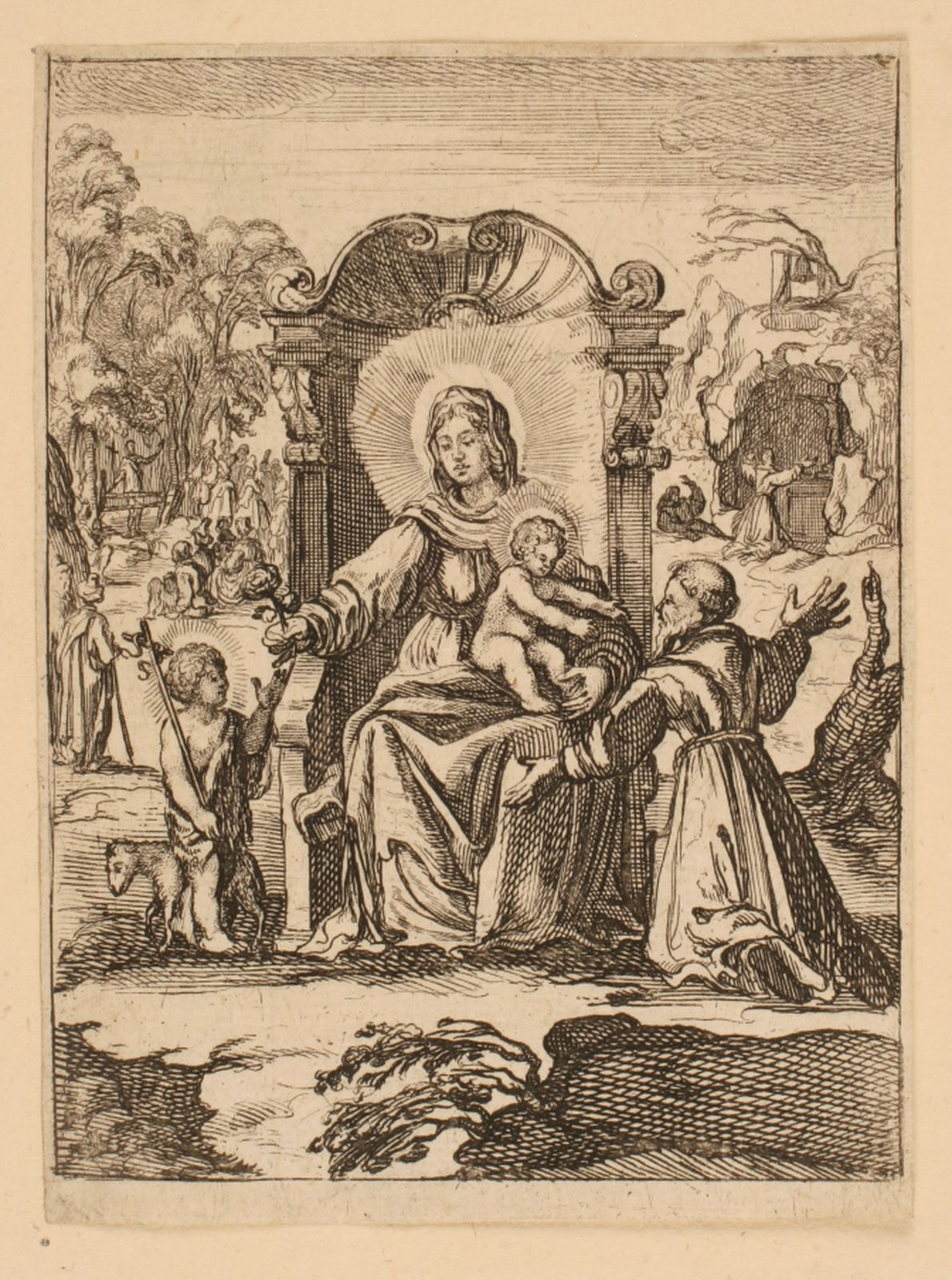
Saint François d'Assise adorant la Vierge et l'Enfant, Nicolas de Son, 1625-1637, estampe à l'eau-forte, Musée des Beaux-Arts de Nancy, Inv. TH.99.15.1135

### Paysages divers et caprices architecturaux
Les estampes de Nicolas de Son qui représentent des paysages pittoresques s’inscrivent dans la veine naturaliste ou réaliste de l’œuvre de Jacques Callot tandis que ses vues urbaines italianisantes développent le motif des caprices architecturaux qui prendra son essor au XVIIIe siècle. Dans les deux cas, c'est le genre du paysage de fantaisie qui caractérise aussi bien les scènes rurales au pittoresque comique que les vues architecturales animées de personnages divers. Ces deux éléments permettent de distinguer deux périodes dans l’œuvre de Nicolas de Son : d’abord l’influence de Jacques Callot et de la gravure française du XVIIe siècle et ensuite la production romaine.

#### Paysages pittoresques à la manière de Jacques Callot
Estampes issues d'une série de 12 planches inventées et gravées par Nicolas de Son : 

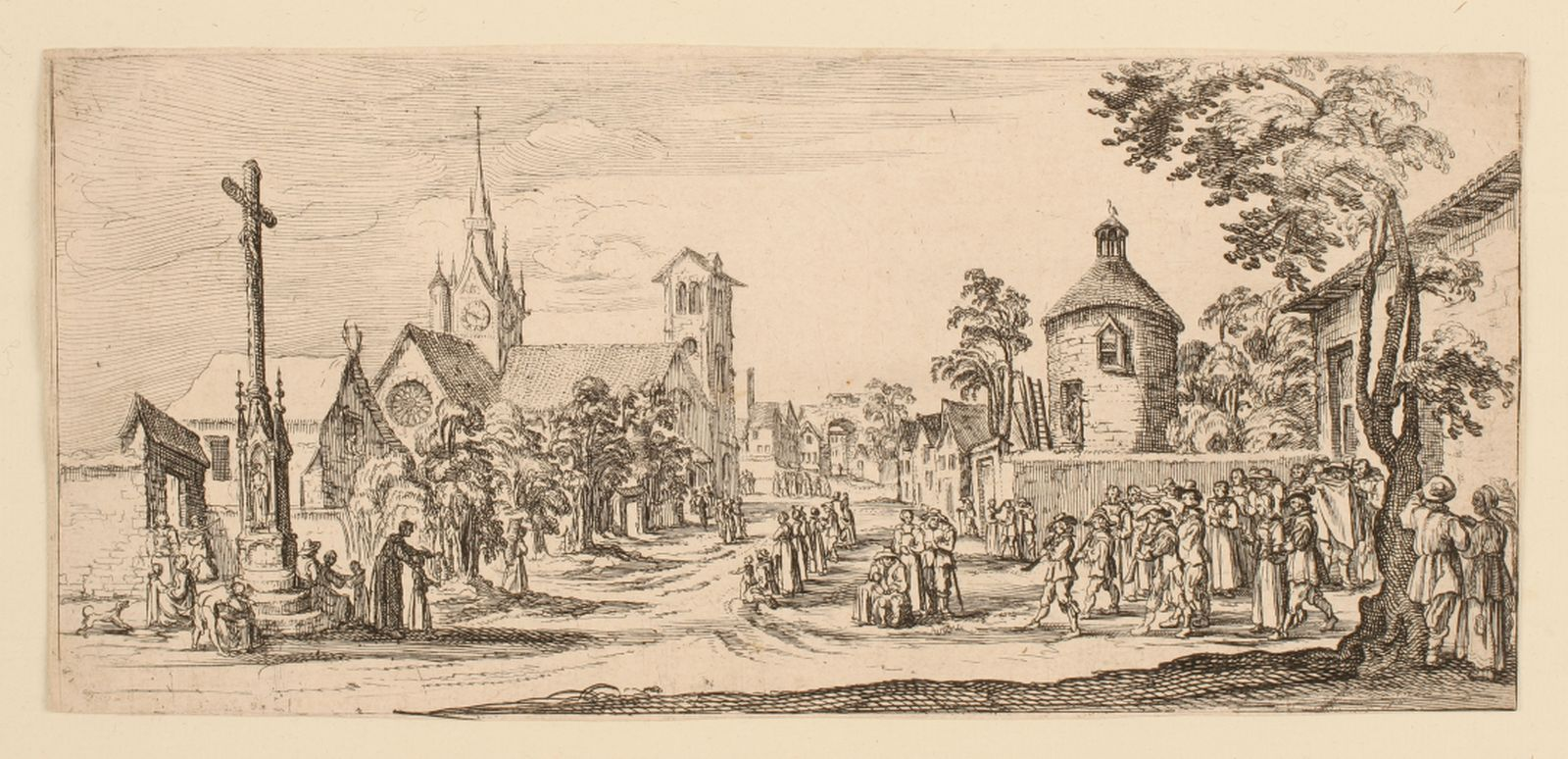
Colombier dans l'enclos, Nicolas de Son, 1625-1637, estampe à l'eau-forte, Musée des Beaux-Arts de Nancy, Inv. TH.99.15.1141
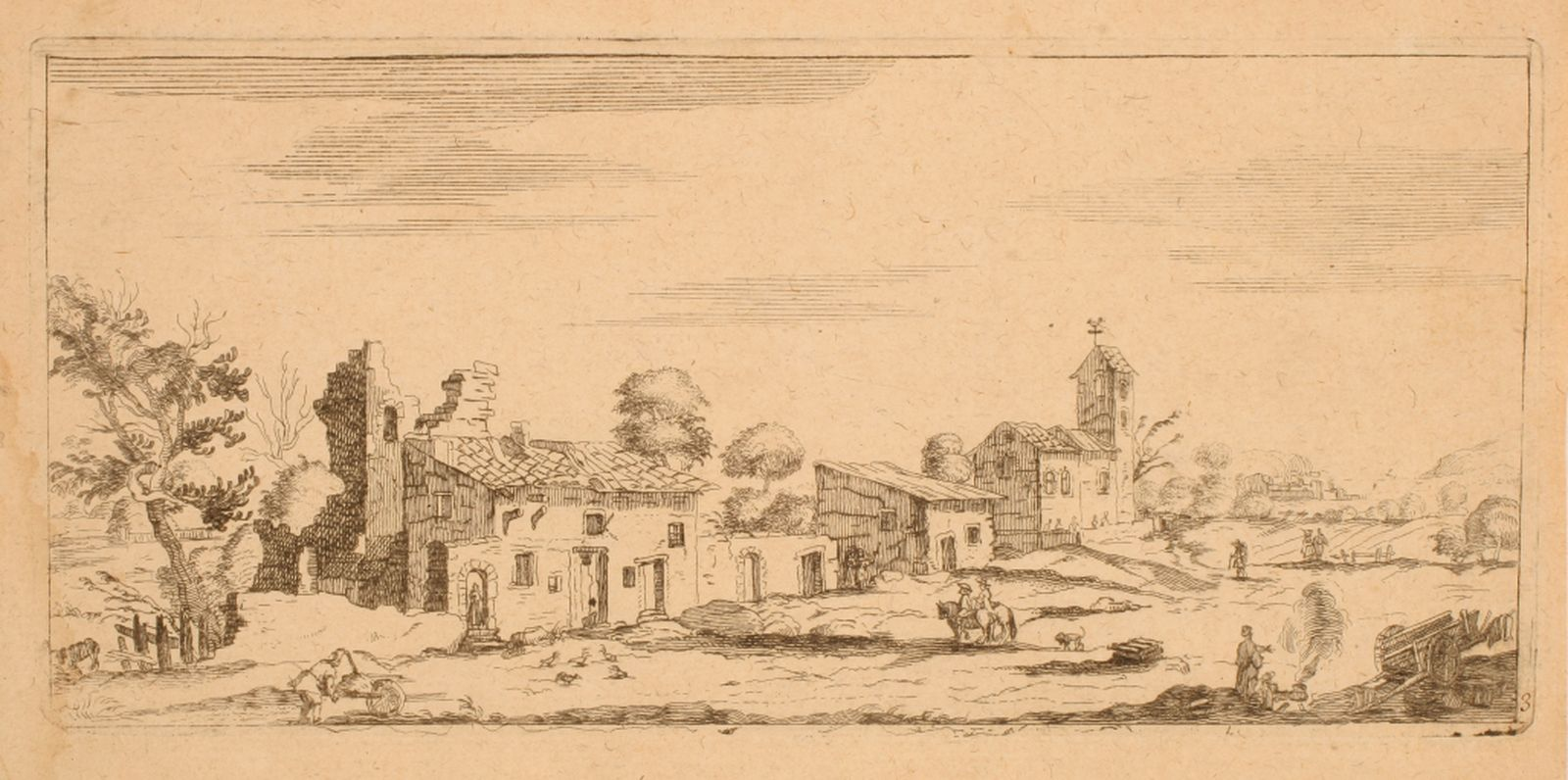
Maisons près de l'église, Nicolas de Son, 1625-1637, estampe à l'eau-forte, Musée des Beaux-Arts de Nancy, Inv. TH.99.15.1142
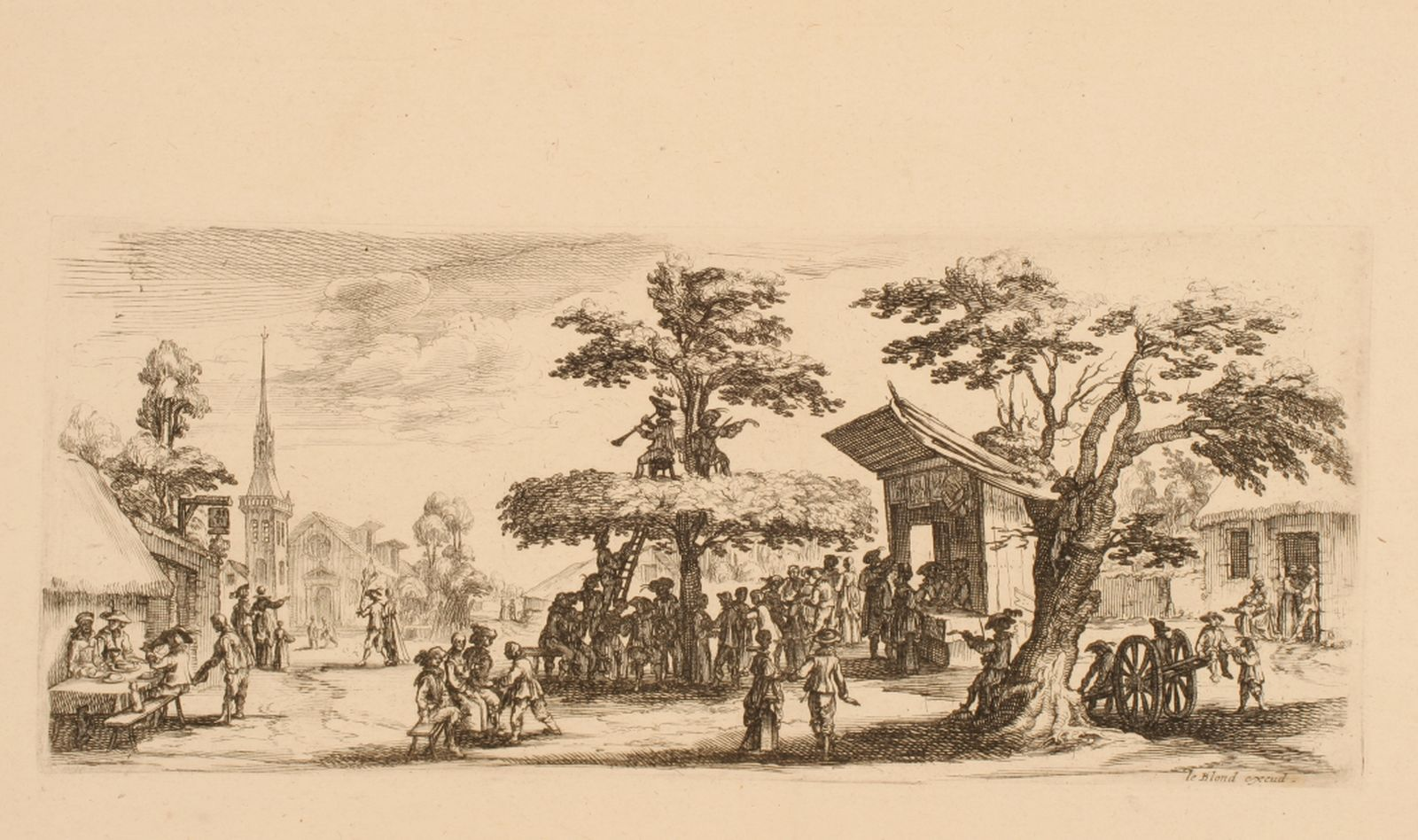
La danse au village, Nicolas de Son, 1625-1637, estampe à l'eau-forte, Musée des Beaux-Arts de Nancy,Inv. TH.99.15.1143
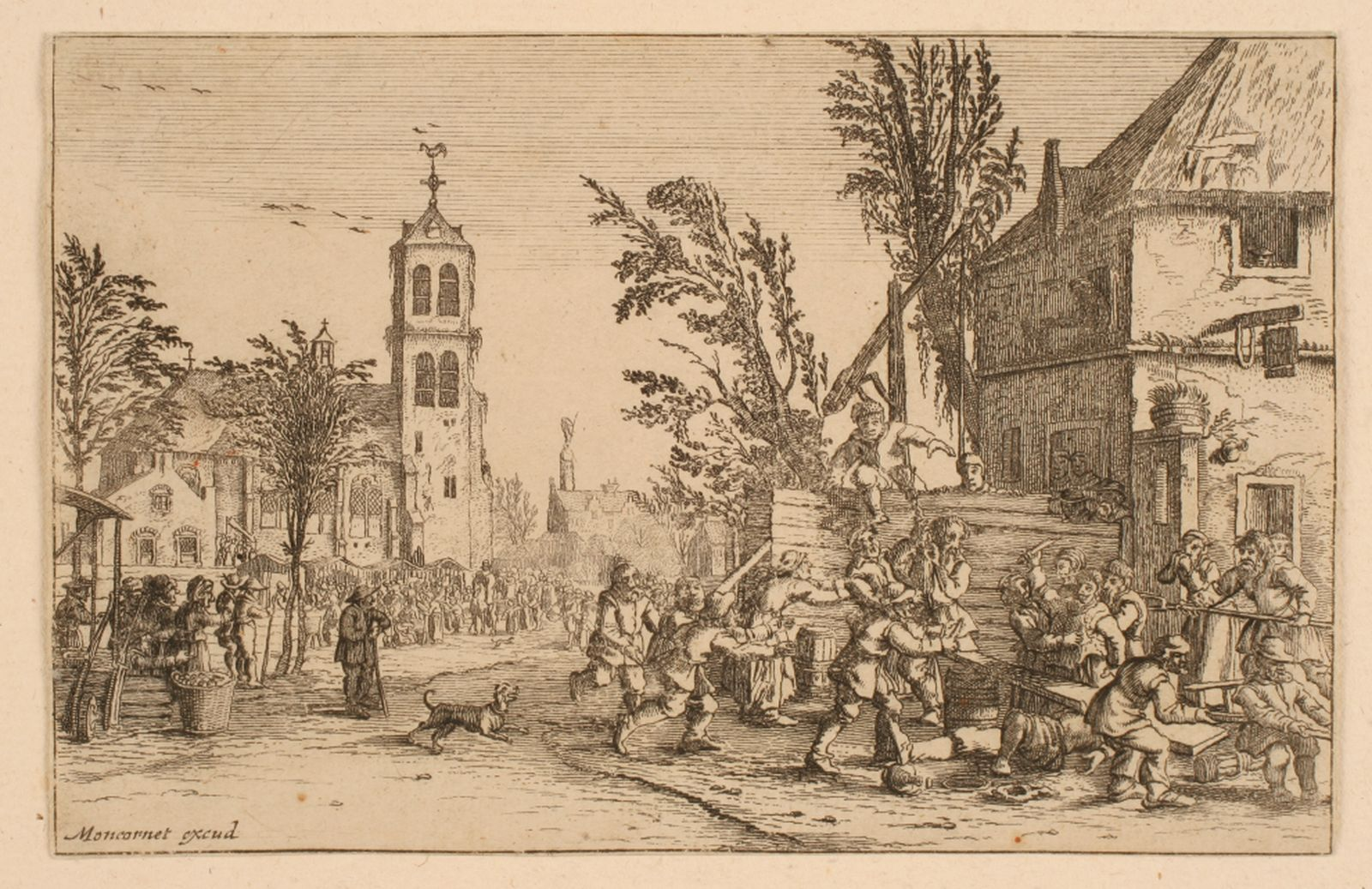
La Rixe le Jour de Marché, Nicolas de Son, 1625-1637, estampe à l'eau-forte, Musée des Beaux-Arts de Nancy, Inv. TH.99.15.1144

#### Paysages italianisants

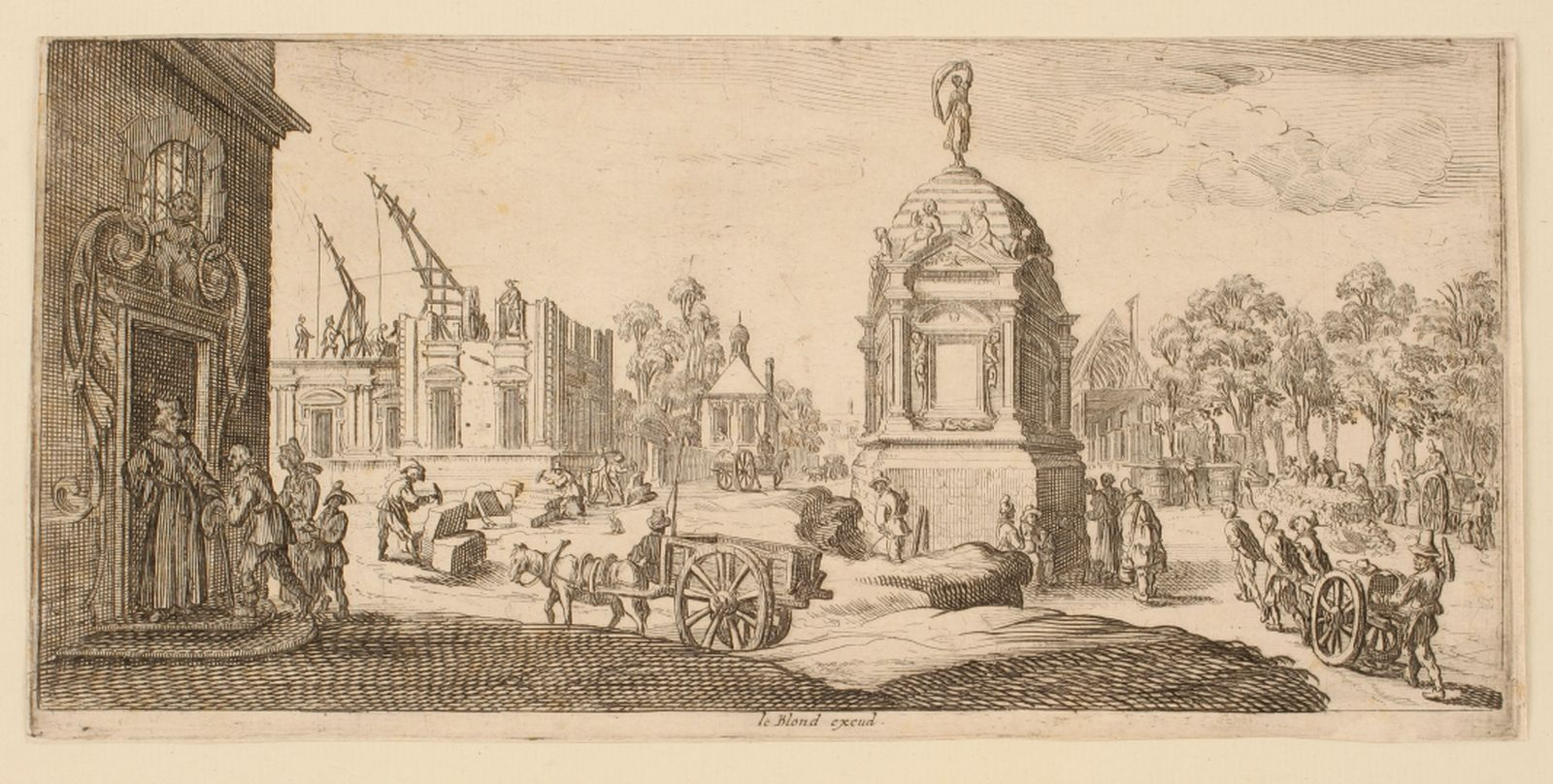
Chantier urbain, d'après Nicolas de Son, 1625-1637, estampe à l'eau-forte et au burin, 1/1, Musée des Beaux-Arts de Nancy, Inv. TH.99.15.1140
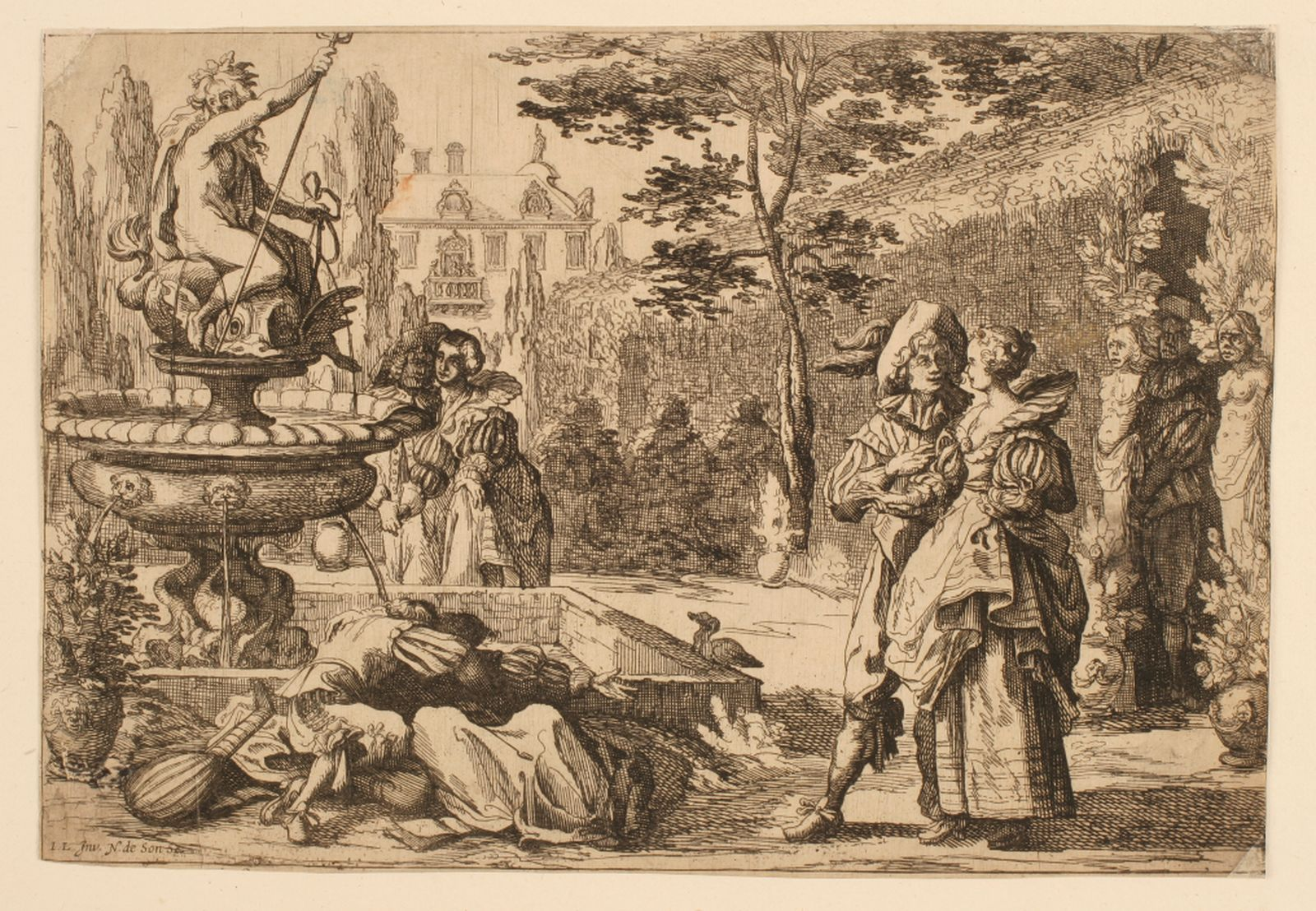
Le Jardin galant, d'après Johann Liss, Nicolas de Son, avant 1632, estampe à l'eau-forte rehaussée au burin, 18.2 x 26.4 cm, Musée des Beaux-Arts de Nancy, Inv. TH.99.15.1145

### Gravures d'interprétation
Nicolas de Son a également produit des gravures d'après des tableaux peints par Johann Liss et Claude Vignon en outre. Par exemple, Nicolas de Son a réalisé une interprétation gravée du tableau de Claude Vignon représentant la scène biblique d'Esther reçue par Assuérus. 

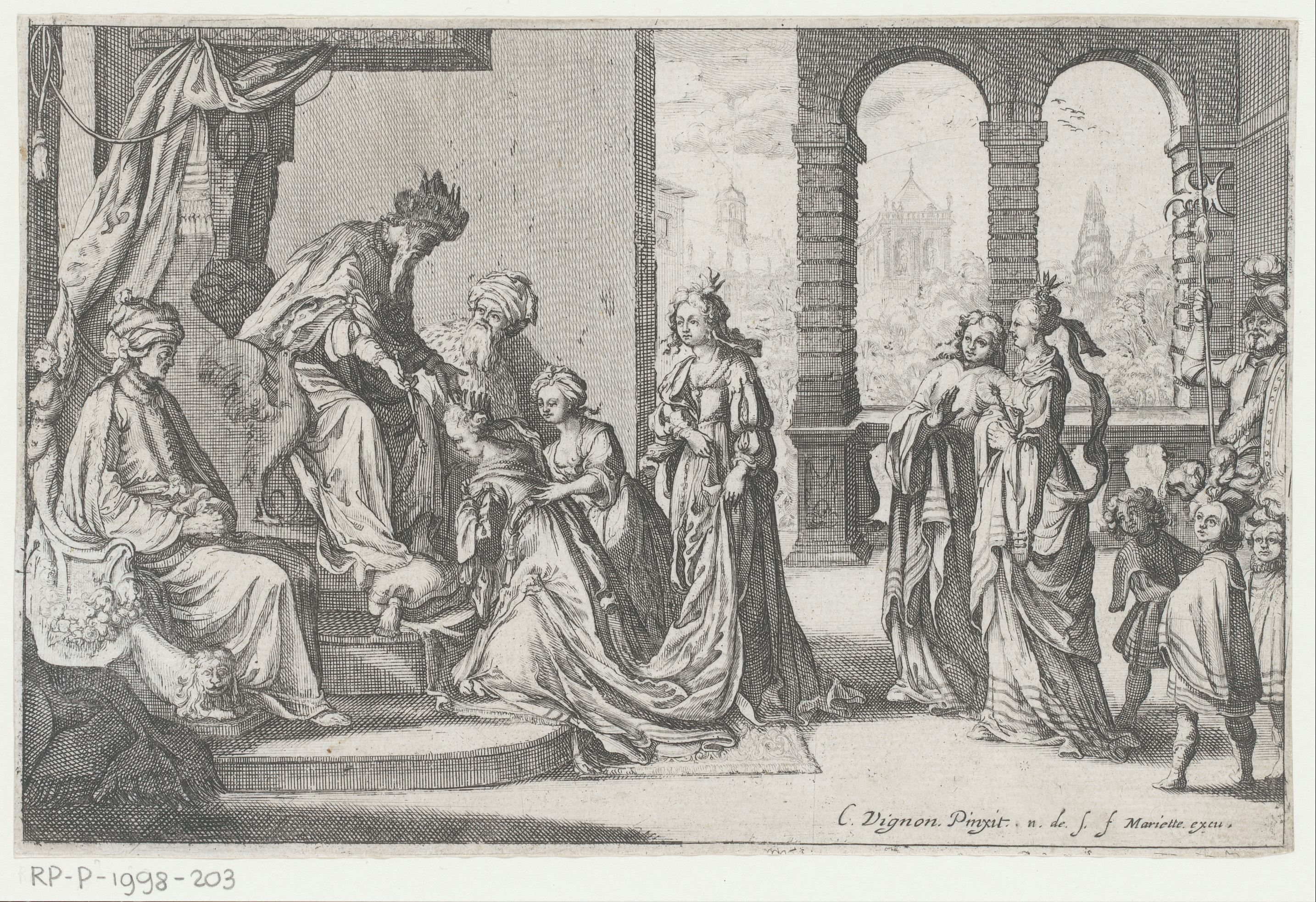
Esther reçue par Assuérus, d'après Claude Vignon, Nicolas de Son,  1625-1650, estampe à l'eau-forte et au burin, Rijksmuseum, Inv. RP-P-1998-203
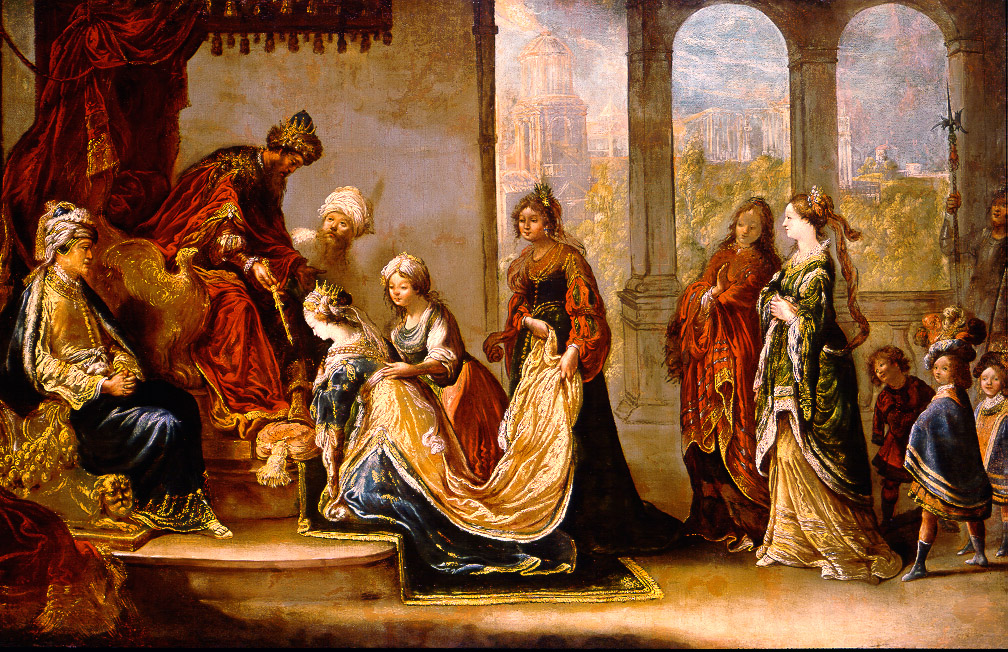
Esther reçue par Assuérus, Claude Vignon, vers 1624, huile sur toile, Museum and Gallery at Bob Jones University

## Notes et références

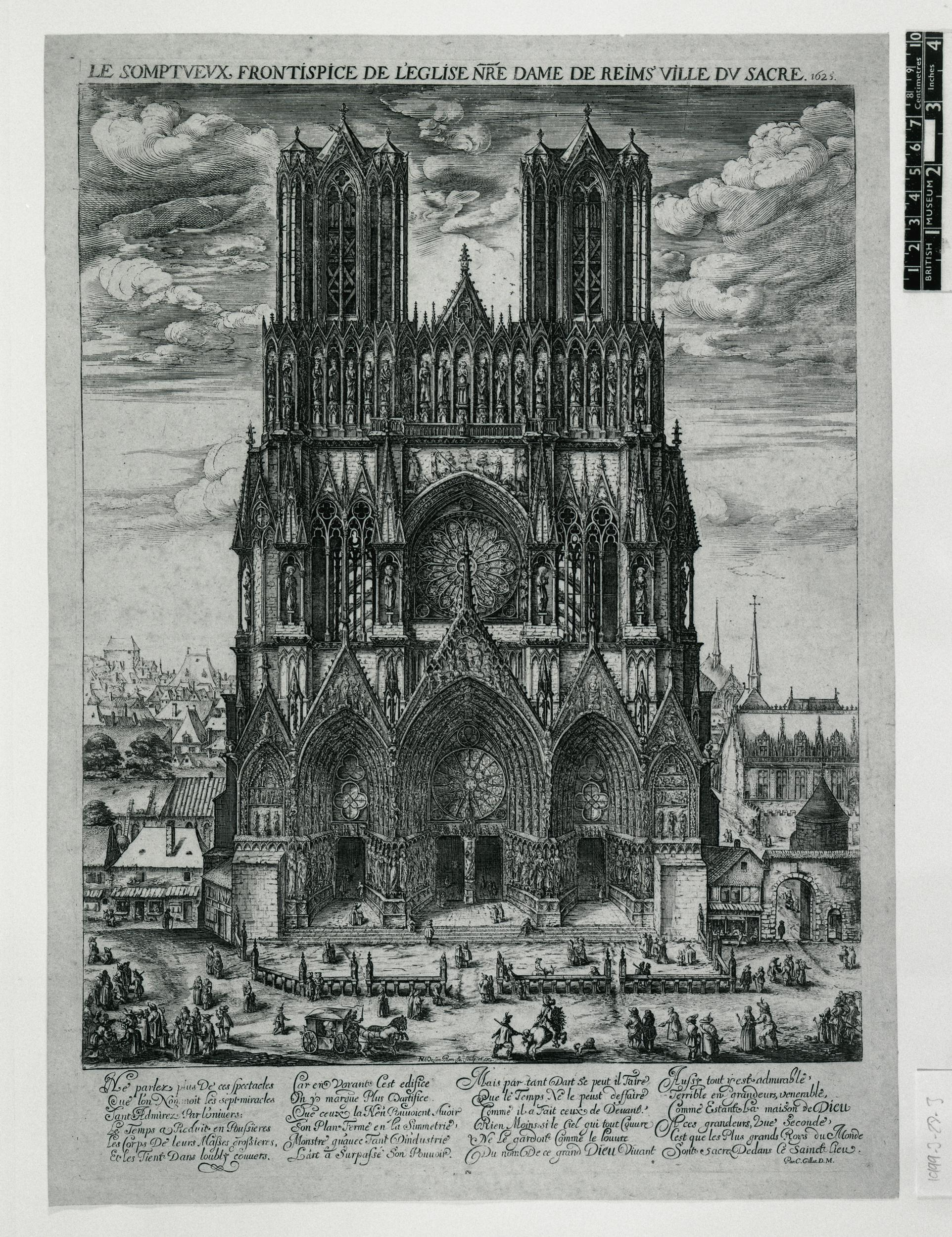
Le somptueux frontispice de l'église Notre Dame de Reims, Nicolas de Son, 1625, estampe, British Museum, Inv. 1999,0328.3